# Saint-Mézard
 Saint-Mézard  là một xã của tỉnh Gers, thuộc vùng Occitanie, tây nam nước Pháp.